# I Used to Go Here
I Used to Go Here és una pel·lícula de comèdia dramàtica estatunidenca del 2020 escrita i dirigida per Kris Rey. És protagonitzada per Gillian Jacobs, Josh Wiggins, Hannah Marks, Forrest Goodluck, Jorma Taccone, Kate Micucci, Zoë Chao i Jemaine Clement. És protagonitzada per Jacobs com la novel·lista Kate Conklin, que torna a la seva alma mater 15 anys després de graduar-se. Es va estrenar a la carta i en una selecció de cinemes el 7 d'agost de 2020 a càrrec de Gravitas Ventures. Es va incorporar al catàleg d'HBO Max el desembre de 2020. S'ha doblat i subtitulat al català.